# Silbomyia mackerrasi
Silbomyia mackerrasi är en tvåvingeart som beskrevs av Crosskey 1965. Silbomyia mackerrasi ingår i släktet Silbomyia och familjen spyflugor. Inga underarter finns listade i Catalogue of Life.